# Klucz 3
Klucz 3, oznaczający „kropkę” – jeden z sześciu kluczy Kangxi składających się z jednej kreski.
W słowniku Kangxi pod tym kluczem umieszczono 10 ze wszystkich 40 000 znaków.
Klucz 3 jest jedną z ośmiu podstawowych kresek znaku 永, który stanowi podstawę nauki kaligrafii chińskiej.

## Znaki zawierające klucz 3
| Kreski                 | Znak  |
| ---------------------- | ----- |
| bez dodatkowych kresek | 丶    |
| 1 dodatkowa kreska     | 丷    |
| 2 dodatkowe kreski     | 丸    |
| 3 dodatkowe kreski     | 丹 为 |
| 4 dodatkowe kreski     | 主 丼 |
| 7 dodatkowych kresek   | 丽    |
| 8 dodatkowych kresek   | 举    |